# Montafia
Montafia är en ort och kommun i provinsen Asti i regionen Piemonte i Italien. Kommunen hade 941 invånare (2018).